# Yesterdays (Jazzstandard)
Yesterdays ist eine Ballade von Jerome Kern mit einem Text von Otto Harbach aus dem Jahr 1933.
Yesterdays wurde für das Musical Roberta (1933, Filmfassungen 1935 und 1952) geschrieben. Die Ballade, die ursprünglich im 2/4-Takt gehalten war, ist durchgehend in Moll gehalten und wirkt „melancholisch, ohne verzweifelt zu sein“. Die Komposition umfasst 32 Takte in der Liedform A-B-A-B, in einem mäßig langsamen Tempo. Der Song behandelt die Erinnerung an die vergangene Zeit der Jugend, die neben der schmerzlichen auch eine tröstliche Seite hat: „Sad am I, glad am I.“

## Harmonischer Aufbau
Das Stück steht durchgängig in c-Moll. Die Akkordfortschreitungen sind ähnlich dem Stück Alone Together in den ersten vier Takten (i – vi – ii7 – V7) und sind mit einer fallenden Chromatik wie bei My Funny Valentine in den zweiten vier (in der Tonart, Cm – G7/B – Eb/Bb – Am7(b5)). Eine Quintfallsequenz schließt sich in Takten 9–12 an und führt zu As und Des, das überraschenderweise einen Halbton aufwärts zum ii7 und dann chromatisch abwärts zur Tonika geführt wird.

## Wirkungsgeschichte
Die erste Aufnahme von Yesterdays von Leo Reisman und seinem Orchester mit Sänger Frank Luther erreichte 1933 Platz 3 in der amerikanischen Hit-Parade. Im Musical-Film 1935 wurde es von Irene Dunne interpretiert, in der Neuverfilmung Männer machen Mode (1952) von Kathryn Grayson.
Der Song wurde nach einer Einspielung von Artie Shaw zu einem Jazzstandard im Swing und dann auch im Modern Jazz: Als essenziell gelten die Einspielungen von Billie Holiday (1939), Bud Powell (1950), Lee Konitz (1951, mit Miles Davis) und Coleman Hawkins (1960, mit Oscar Pettiford), sowie 1963, mit Sonny Rollins. Sehr häufig wurde der Song von Stan Getz interpretiert. Eine der beachtenswertesten Aufnahmen von Yesterdays stammt von Ella Fitzgerald, veröffentlicht auf ihrem Songbook-Album Ella Fitzgerald Sings the Jerome Kern Songbook (1963). Neuere Interpretationen stammen von Fred Hersch/Bill Frisell, Branford Marsalis, Joshua Redman, Lynne Arriale und Melissa Walker. Der Diskograph Tom Lord listet 1170 Aufnahmen im Bereich des Jazz.